# Atlanta (Georgia)
Atlanta Georgia tagállam fővárosa és Fulton megye központja.

## Földrajza
Atlanta éghajlata mérsékelt, szubtrópusi. Az évi átlagos középhőmérséklet 16,4 °C, az átlagos csapadékmennyiség 1197 mm. A legmelegebb hónap a július (26,0 °C középhőmérséklet), még a leghidegebb a december (6,7 °C átlaghőmérséklet).
Piedmontban helyezkedik el (magasalföld az Appalache-hegység keleti részén), ezért a hőmérsékletén érvényesül a dél-georgiai-síkság melege, illetve az északi hegyek hidege. A szubtrópus éghajlat ellenére télen rendszerint esik hó, bár nem sokáig. Nyáron gyakori az aszály.
Atlantában és környékén rendszeresen pusztítanak tornádók (pl.:2008).
| Hónap                         | Jan.  | Feb.  | Már.  | Ápr. | Máj. | Jún. | Júl. | Aug. | Szep. | Okt. | Nov.  | Dec.  | Év    |
| ----------------------------- | ----- | ----- | ----- | ---- | ---- | ---- | ---- | ---- | ----- | ---- | ----- | ----- | ----- |
| Rekord max. hőmérséklet (°C)  | 26,0  | 27,0  | 32,0  | 34,0 | 36,0 | 41,0 | 41,0 | 40,0 | 39,0  | 35,0 | 29,0  | 26,0  | 41,0  |
| Átlagos max. hőmérséklet (°C) | 11,5  | 13,9  | 18,3  | 22,7 | 26,8 | 30,5 | 31,9 | 31,3 | 28,0  | 22,8 | 17,7  | 12,4  | 22,4  |
| Átlagos min. hőmérséklet (°C) | 1,2   | 3,2   | 6,8   | 10,8 | 15,7 | 20,0 | 21,8 | 21,4 | 18,1  | 12,1 | 6,8   | 2,5   | 11,7  |
| Rekord min. hőmérséklet (°C)  | −22,0 | −23,0 | −12,0 | −4,0 | 3,0  | 4,0  | 12,0 | 13,0 | 2,0   | −2,0 | −16,0 | −18,0 | −23,0 |
| Átl. csapadékmennyiség (mm)   | 107   | 119   | 122   | 85   | 93   | 100  | 134  | 99   | 114   | 87   | 104   | 99    | 1262  |
| Havi napsütéses órák száma    | 164   | 172   | 220   | 261  | 288  | 285  | 272  | 257  | 228   | 283  | 186   | 164   | 2780  |
| Forrás: NOAA                  |       |       |       |      |      |      |      |      |       |      |       |       |       |

## Története

### Alapítás és nevének eredete
A terület (ahol a mai város fekszik) eredetileg a cserokik és krík indiánoké volt. Ők Standing Peachtree-nek (azaz álló őszibarackfának) nevezték.
1823-ban kezdődött meg a fehérek első letelepedése. 1836-ban itt volt a Western and Atlantic Railroad vasút végállomása, mely Chattanooga (Tennessee) és Georgia közt közlekedett. Így a neve eleinte "Terminus" (azaz végállomás) volt. 1843-ban a Marthasville-re keresztelték, az akkori georgiai kormányzó lányáról, Martha Lumpkin-ról. A mai nevét 1845-ben kapta. Nevének eredete nem egyértelmű:
- a kormányzó lányának középső neve "Atlanta" volt vagy
- az "Atlantik" női formájához tartozik, ami Western & Atlantic Railroad-ból ered.

### Szerepe a polgárháborúban

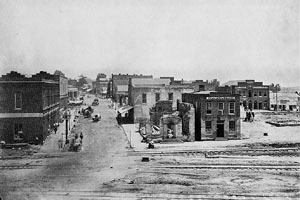
Atlanta a polgárháború idején, 1864

Amikor 1861-ben kitört az amerikai polgárháború, a város lakossága 9000 főt számlált. Mivel vasúti csomópont és kereskedelmi központ a déli államokban, fontos célpontja volt az ellenséges unionistáknak, így több hónapig ostromolták. A város azért bírt ekkora szereppel, mert innen vasúttal bármely déli városba el lehetett jutni egy nap alatt. Ezenkívül jelentős mennyiségű lőszert tartottak itt.
Az ostrom -amit atlantai csatának is hívnak- 1864. július 22-én kezdődött Kennesaw Mountain-nál. Kezdetben a várost Joseph E. Johnston védte, majd leváltották, helyére John B. Hood került.
A William T. Sherman vezette északi seregeknek sikereik voltak. Az utolsó ellátási vasútvonal elfoglalása után (Maconnál) John B. Hood kiürítette a várost, melyet porig égettek, és 1864. szeptember 2-án kapitulált. A győzelem nagyban segítette Abraham Lincoln újraválasztását.
1864. november 11-én az unionisták a felégették a várost, ugyanis Sherman a totális háború elvét alkalmazta, mely nem vette figyelembe a civil lakosságot. Ezt a taktikát használta georgiai hadjáratainál, amíg el nem érte a tengerparti Savannah városát. Atlanta eleste fordulópont volt a polgárháborúban, melyet az irodalomban Margaret Mitchell híres eposza, az Elfújta a szél örökít meg.
A háború befejezte után csupán néhány hónapig tartott, még a lakosság visszautazott. Annak ellenére, hogy az épületek 90%-a megsemmisült, a lakosok gyorsan újjáépíttették. 1868-ban Atlanta Georgia fővárosa lett.

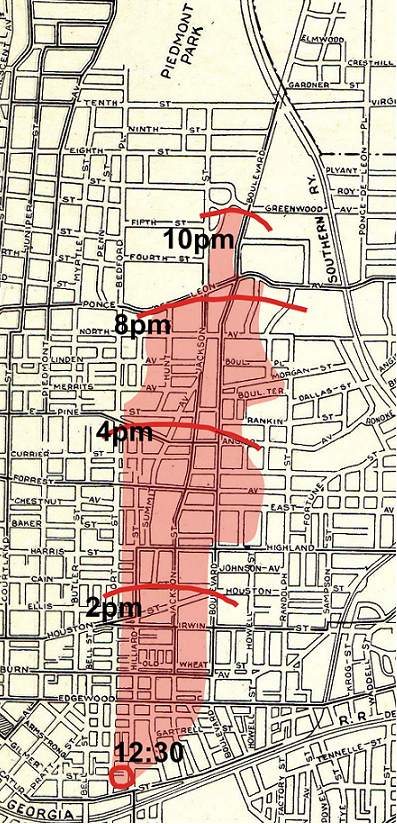
Az 1917-es tűzvész elterjedése

### Újkori történet
1917. május 21-én, szerdán tüzet jelentettek Skinner's Warehouse-ban, Fort és Decatur Street sarkánál. Mivel a tűzoltók több, korábban bejelentett tűznél voltak az egész városban, ezért megérkezésükkor a tűz már messzire elterjedt északra. Végül 1938 épületet tett tönkre, főleg faházakat, ill. egy 73 háztömbös területet. Kb. 10 ezer ember vált hajléktalanná. Egyedül egy ember halt meg, aki a házak láttán szívrohamot kapott.

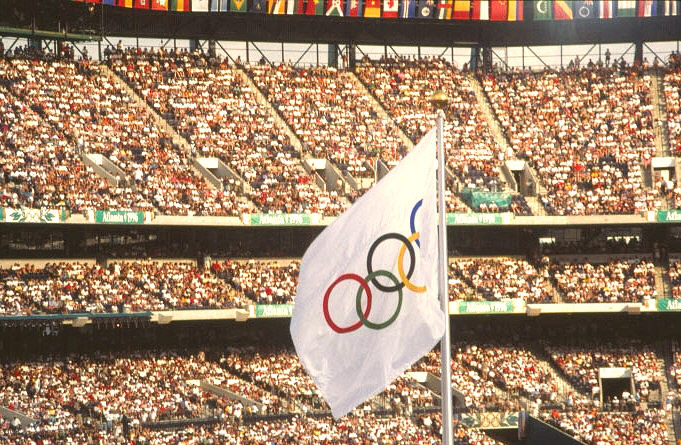
Az olimpiai zászló

1996-ban Atlanta rendezte a nyári olimpiát.

### Címer és mottó
A címer és mottó története a polgárháború utáni újjáépítéshez kötődik. A város címerállata egy főnix, aki a háború romjaiból való feltámadást jelképezi. Egyaránt mottó a "Resurgens" (latinul ismét felemelkedő).

## Gazdasága, infrastruktúrája

### Közlekedés

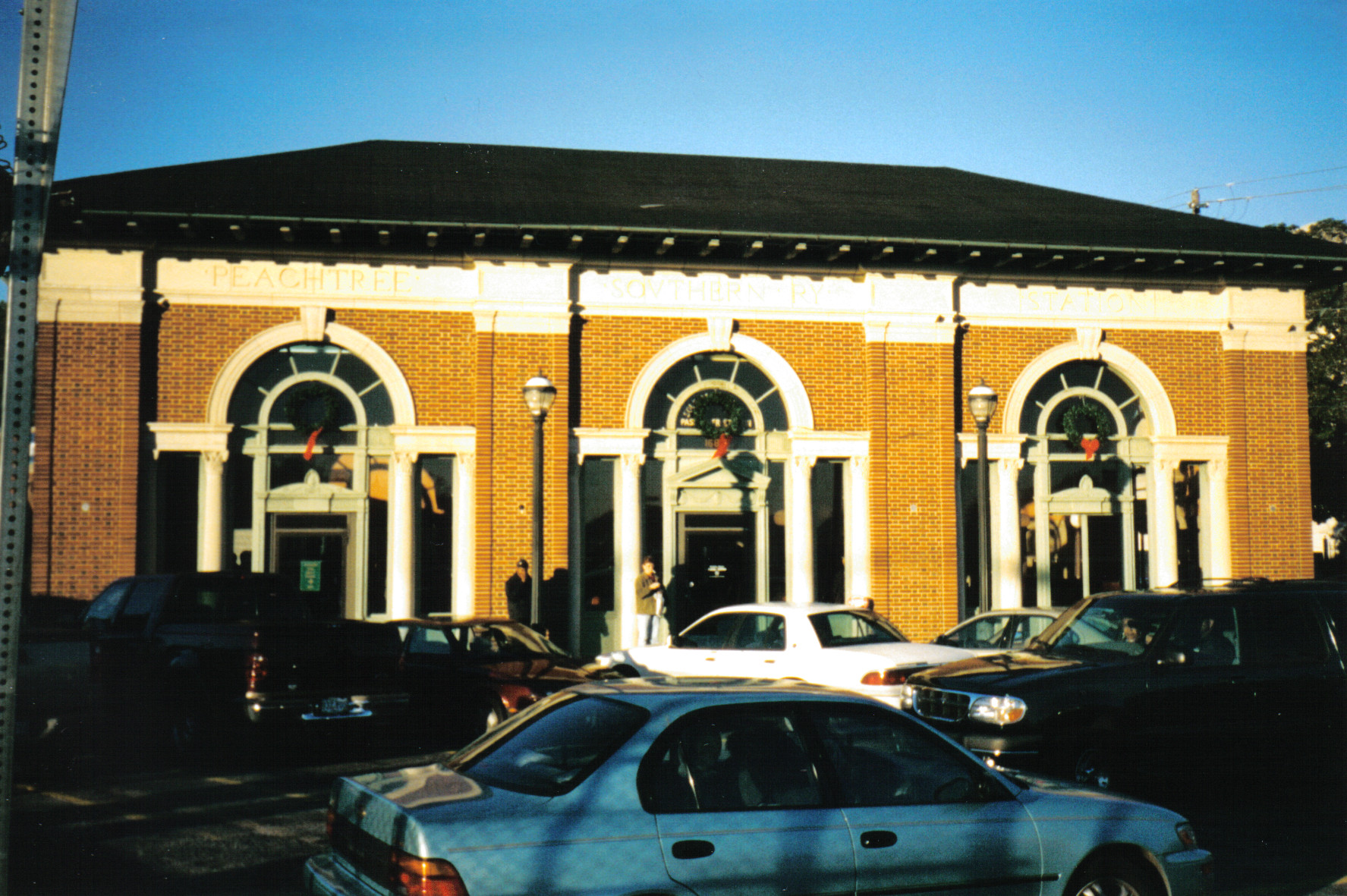
Atlanta pályaudvara

A város leghíresebb utcája az észak-dél irányú Peachtree Street, amit Atlanta "Broadway"-ének is neveznek. Sok történelmi épület fekszik ezen az utcán. A Peachtree név azonban több, mint 30 utcanévben megjelenik (Peachtree Creek Road, Peachtree Lane, Peachtree Avenue, Peachtree Circle, Peachtree Drive, Peachtree Plaza, Peachtree Way, Peachtree Memorial Drive, New Peachtree Road, Peachtree Valley Road, West Peachtree Street, Peachtree Industrial Boulevard).
Egy híres külváros Peachtree City.

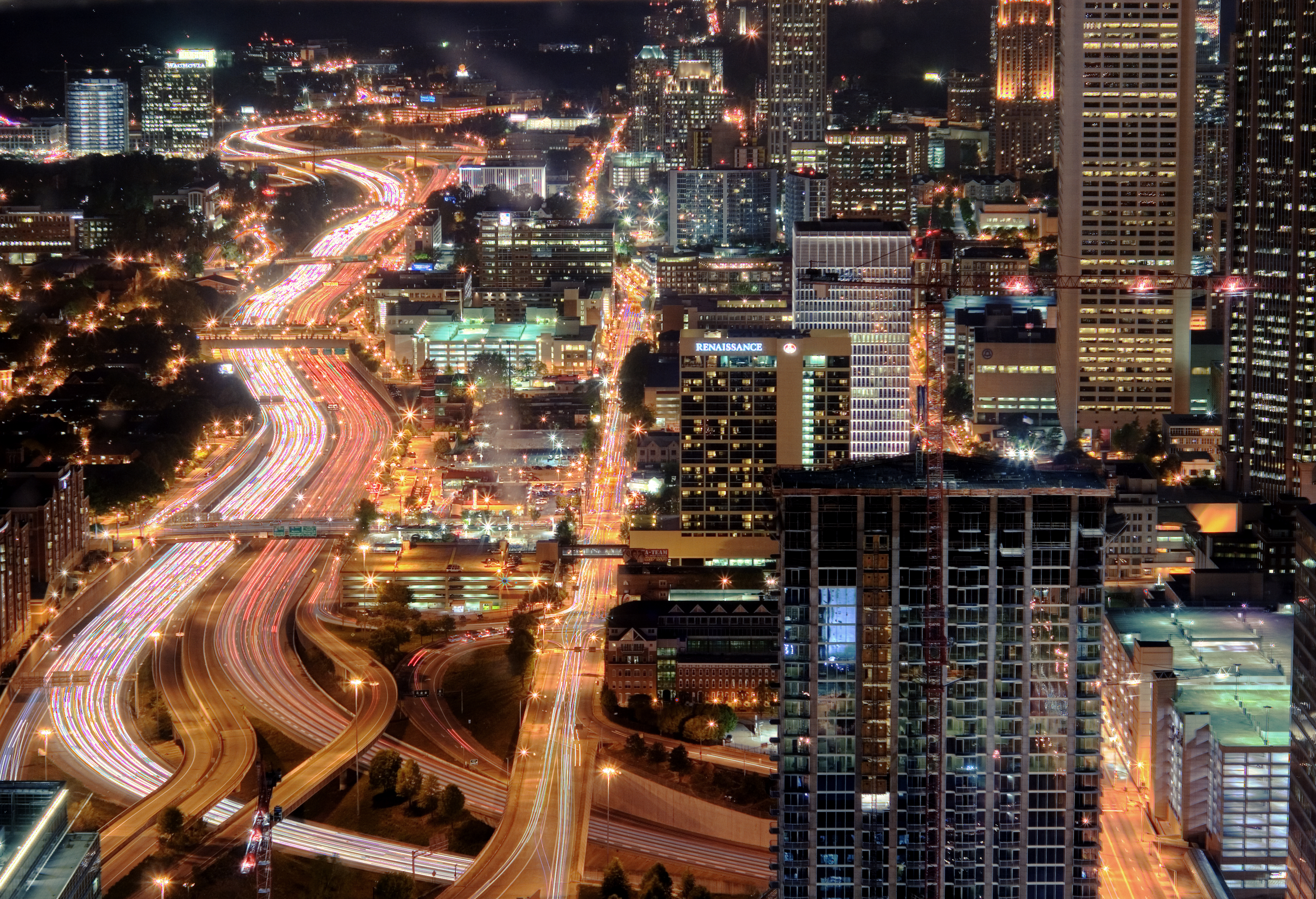
A Downtown Connector csomópont éjjel.

Atlantában csillagalakban kereszteződnek az Interstate 20, Interstate 75 és Interstate 85 autópályák.

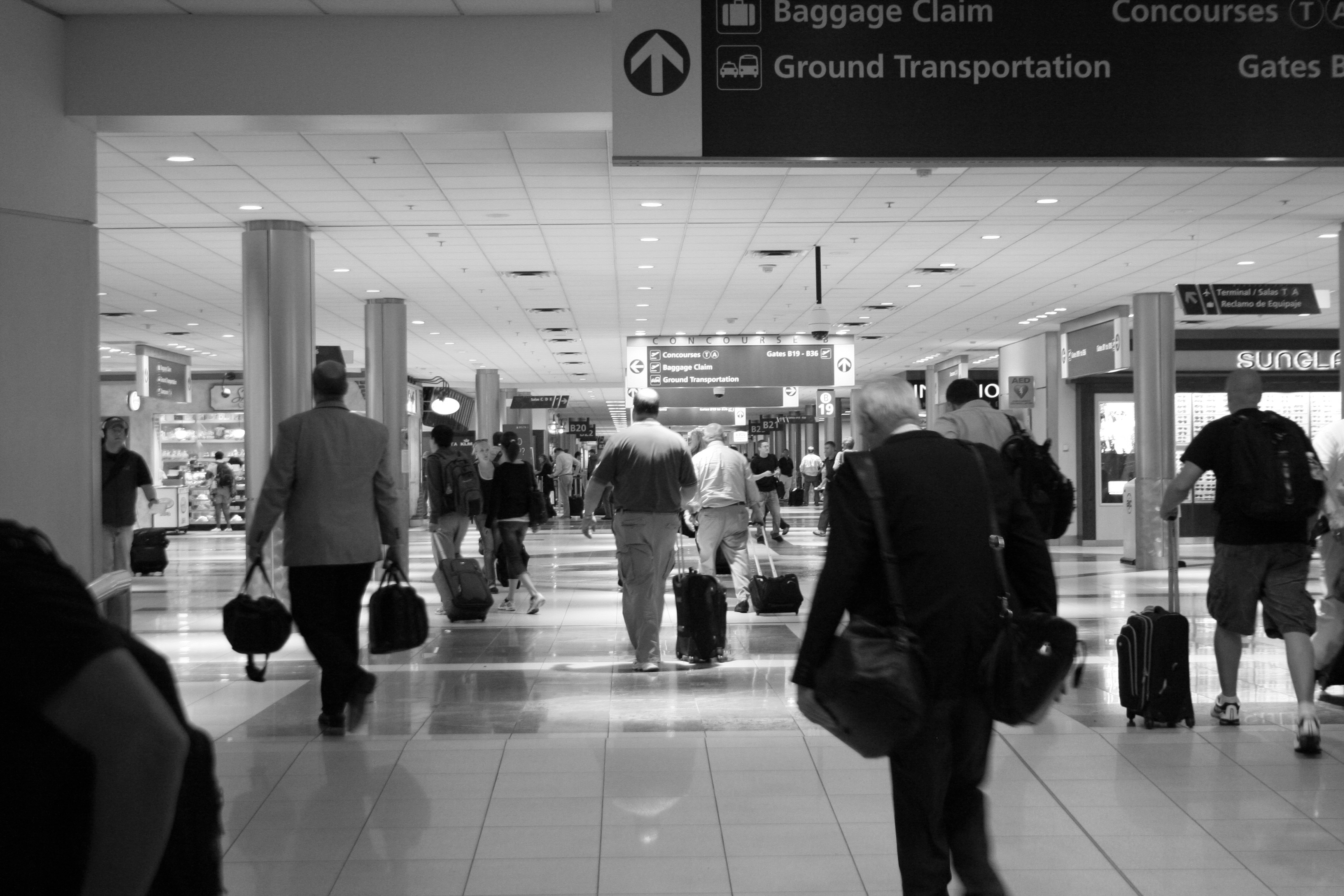
A Hartsfield–Jackson nemzetközi repülőtér

Repülőtere a Hartsfield–Jackson nemzetközi repülőtér, amely a világ legnagyobb utasforgalmával büszkélkedhet.

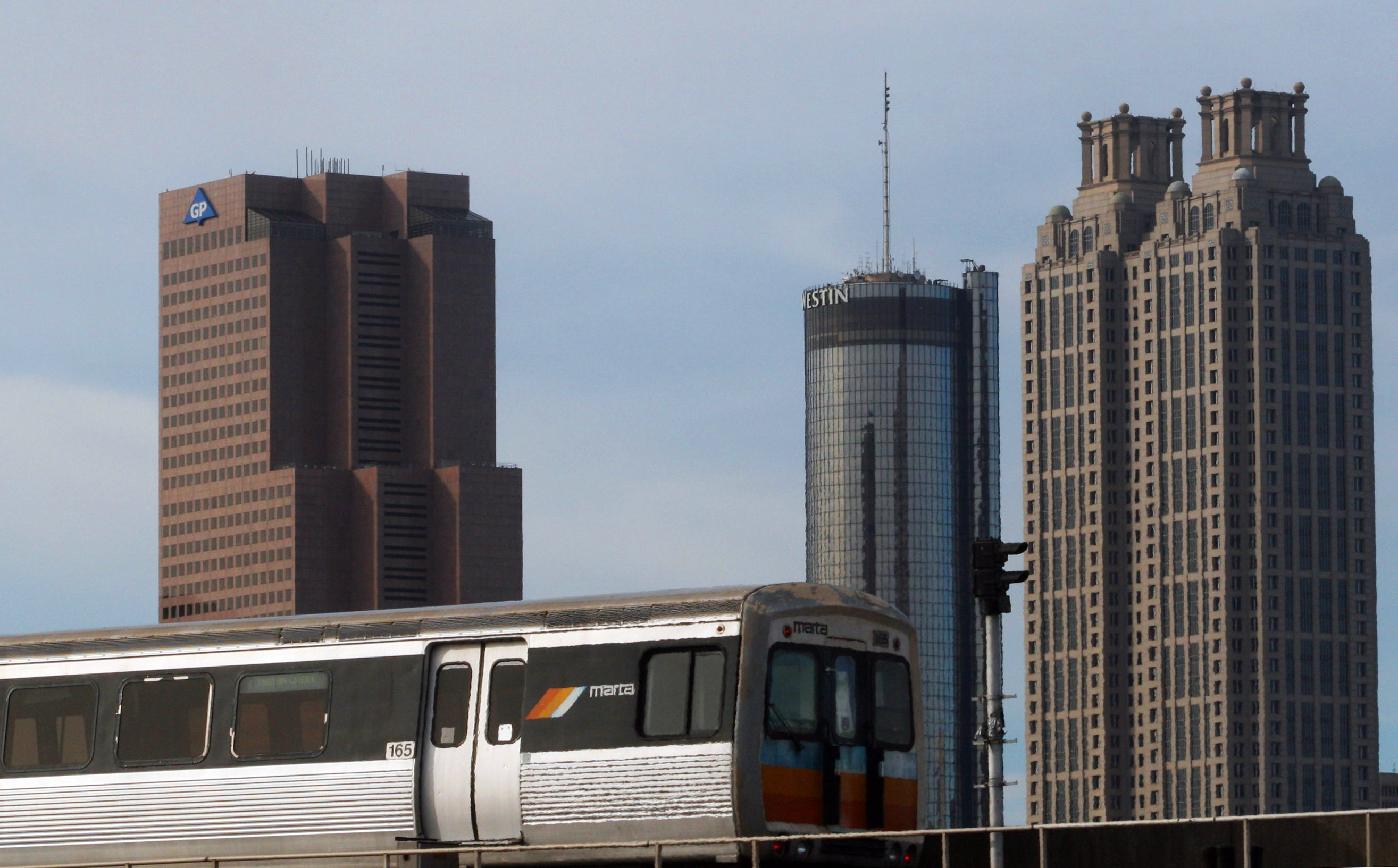
Egy MARTA vonat

Tömegközlekedését a Metropolitan Atlanta Rapid Transit Authority (röviden MARTA) üzemelteti 4 metróvonallal és számos buszjárattal, amelyek reggel 5 és hajnali 1 között közlekednek. Éjszakai vonalak nincsenek. Az atlantai metró 10 percenként jár. Mint sok amerikai nagyvárosban a buszmegállókban nincs menetrend kiakasztva. A csatlakozásokról egy ingyenes hívható telefonszámon lehet tájékozódni.

### Vállalkozások

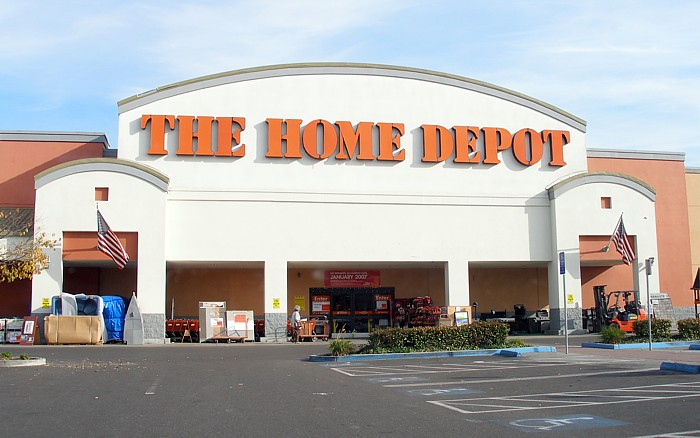
Egy The Home Depot áruház

Leghíresebb és legnagyobb vállalatai (The Coca-Cola Company, Cox Enterprises, CNN, United Parcel Service, The Home Depot, Georgia-Pacific, Novelis, SunTrust Banks, Southern Company, Delta Air Lines) mellett az elmúlt években csak sok, alacsony adókulcsú cég telepedett le. Az amerikai városok közt ideiglenesen a 3. legtöbb Fortune Global 500-ban szereplő cég központja volt. Ezenkívül 2007-ig a legnagyobb délkelet-amerikai telefontársaság, a BellSouth székhelye is itt volt. Az AT&T felvásárlása után székhelyét áthelyezték a texasi San Antonióba.

### Oktatás

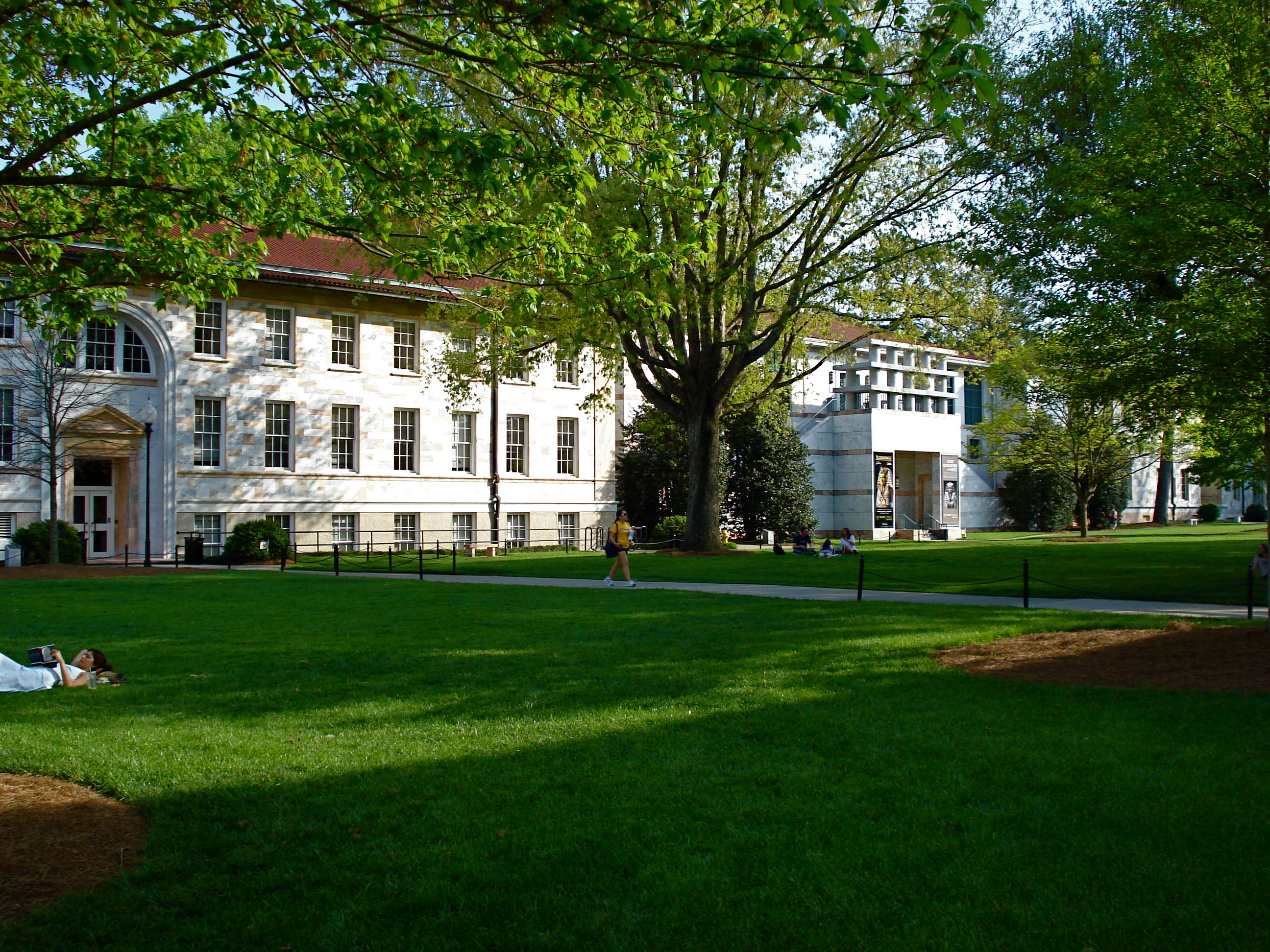
Az Emory University

Sok nemzetközi, híres egyetem található itt, mint a Georgia Institute of Technology, az Emory University vagy a Georgia State University.

## Kormányzat
A város három különböző kormánynak ad otthont: Georgia államénak, a települést környező Fulton megyének és a város önkormányzatának.

### Állam

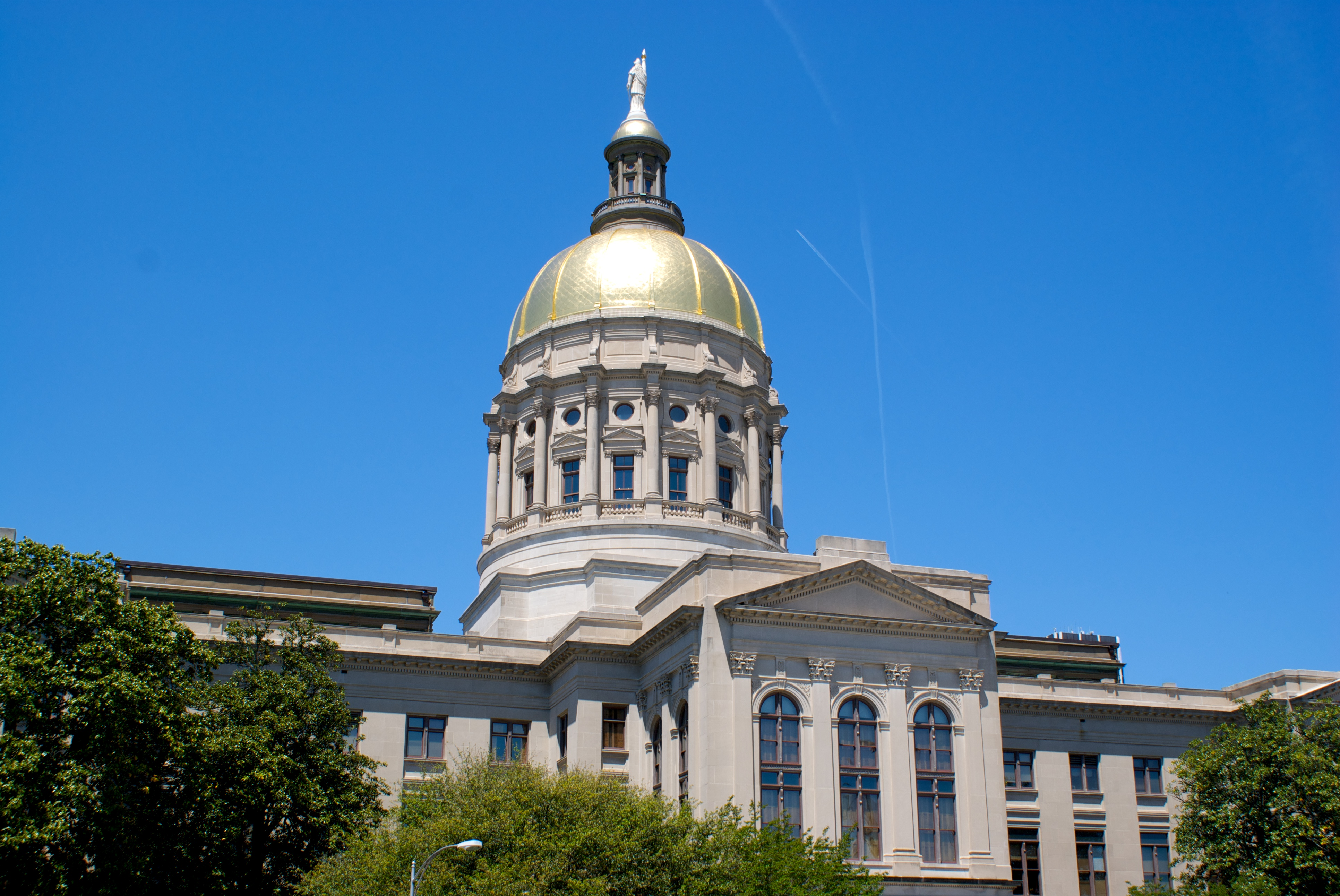
Geogia State Capitol hátulról

Mivel Georgia fővárosa, ezért itt találhatók az államkormányzó hivatalok, mint a Georgia State Capitol.

### Megye
Atlanta egyidejűleg Fulton megye közigazgatási központja is. A város főképp ezen a területen terjeszkedik, bár az agglomerációja más megyékbe is benyúlik, mint pl.: DeKalb megyébe.

### Város
A települést a polgármester és a városi tanács irányítja. A tanácsban összesen 15 fő ülésezik, mind a 12 kerületből legalább egy (ha szükséges, lehet több). A polgármester fellebbezhet a tanács törvényeivel szemben (vétó joga van), amit ők 2/3-os többséggel megbuktathatnak.

### Polgármesterek (1973-tól)
| Polgármester     | Hivatali idő | Megválasztások száma |
| ---------------- | ------------ | -------------------- |
| Maynard Jackson  | 1973-1982    | 2                    |
| Andrew Young     | 1982-1990    | 3                    |
| Maynard Jackson  | 1990-1994    | 1 (3.)               |
| Bill Campbell    | 1994-2001    |                      |
| Shirley Franklin | 2001-2010    | 2                    |
| Kasim Reed       | 2010-        | 1                    |

Bill Campbell a hivatali ideje alatt korrupcióba keveredett, amiért 2006 elítélték.

## Nevezetességei

A Coca-Cola logója

Georgia állam nagyvárosa, hatalmas repülőtérrel, óriási ipari üzemekkel. A legfontosabb látnivalói a Coca-Cola kiállítása (a World of Coca-Cola) és a CNN stúdiói. A kóla történetét, a leghíresebb reklámokat és a termékeket egyaránt meg lehet ismerni a gyárlátogatáson, amelynek végén ki lehet próbálni a világ különböző országaiban gyártott termékeket, és a látogatók is elkészíthetik saját kreációjukat.

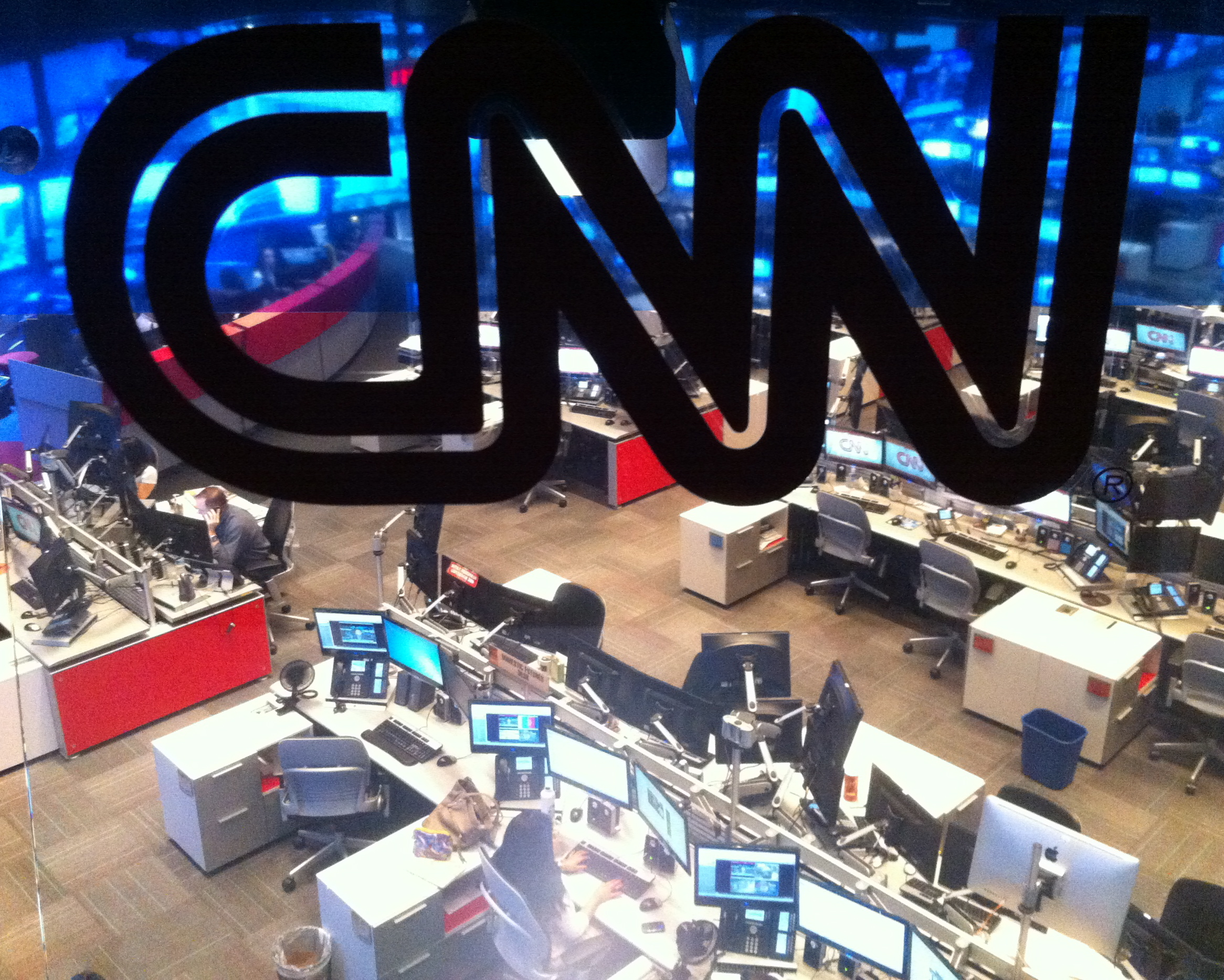
A CNN szerkesztősége

A CNN stúdióiba a földszinten megváltott belépőjegy ellenében lehet bejutni, biztonsági ellenőrzések után. A földszinten éttermek találhatóak, és a cég sivatagi terepjárója.
Atlanta központja az Olimpia park (Olympic Park). Az olimpiai kiválóságok neveit olvashatjuk betonba öntve, és két hatalmas oszlop emlékeztet az ötkarikás játékokra. Atlanta nevezetessége a Martin Luther King Jr. National Historic Site, ahol a híres prédikátor sírja is van. A kerület hosszú ideig az afroamerikai kulturális élet központja volt.

## Sport

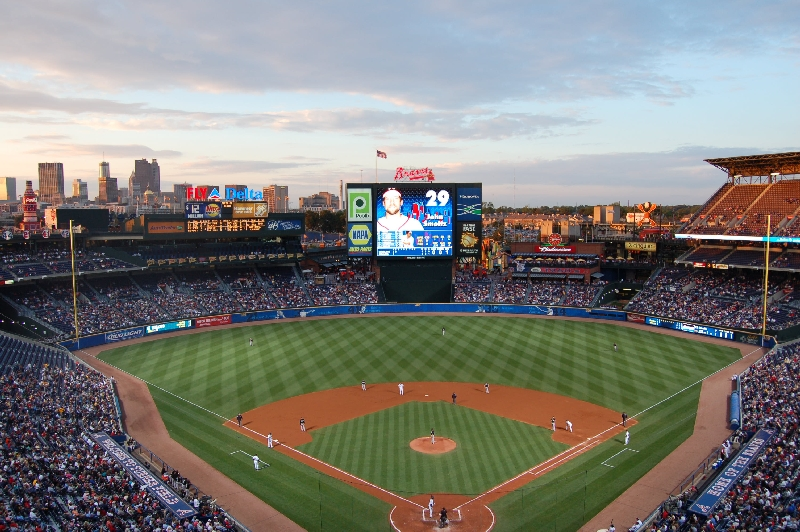
Turner Field

A város több profi csapatnak is otthont ad:
- Az Atlanta Braves egy baseballcsapat a National League-ban, azon belül az Eastern Division-ben. Hazai pályájuk a Turner Field.
- Az Atlanta Falcons egy amerikaifutball-csapat a National Football League-ban, azon belül a National Football Conference-ben, az NFC South-ben. Hazai pályájuk a Georgia Dome.
- Az Atlanta Hawks egy kosárlabdacsapat a National Basketball Association-ban, azon belül a keleti főcsoportban, a délkeleti csoportban. Hazai pályájuk a Philips Arena.
- Az Atlanta Silverbacks egy focicsapat a North American Soccer League-ban. Az Atlanta Silverbacks Women pedig a női focicsapat a W-League-ban. Mindkét csapat központja az Atlanta Silverbacks Park.
- Az Atlanta Thrashers egy jégkorongcsapat volt 2011-ig a National Hockey League-ban. (Pénzügyi nehézségek miatt szűnt meg.) Székhelyük szintén a Philips Arena volt.

## A város szülöttei
- Martin Luther King
- Julia Roberts
- Chris Tucker
- Future
- Stephen Dorff
- Ed Helms
- Young Thug
- Kelly Rowland
- Kanye West

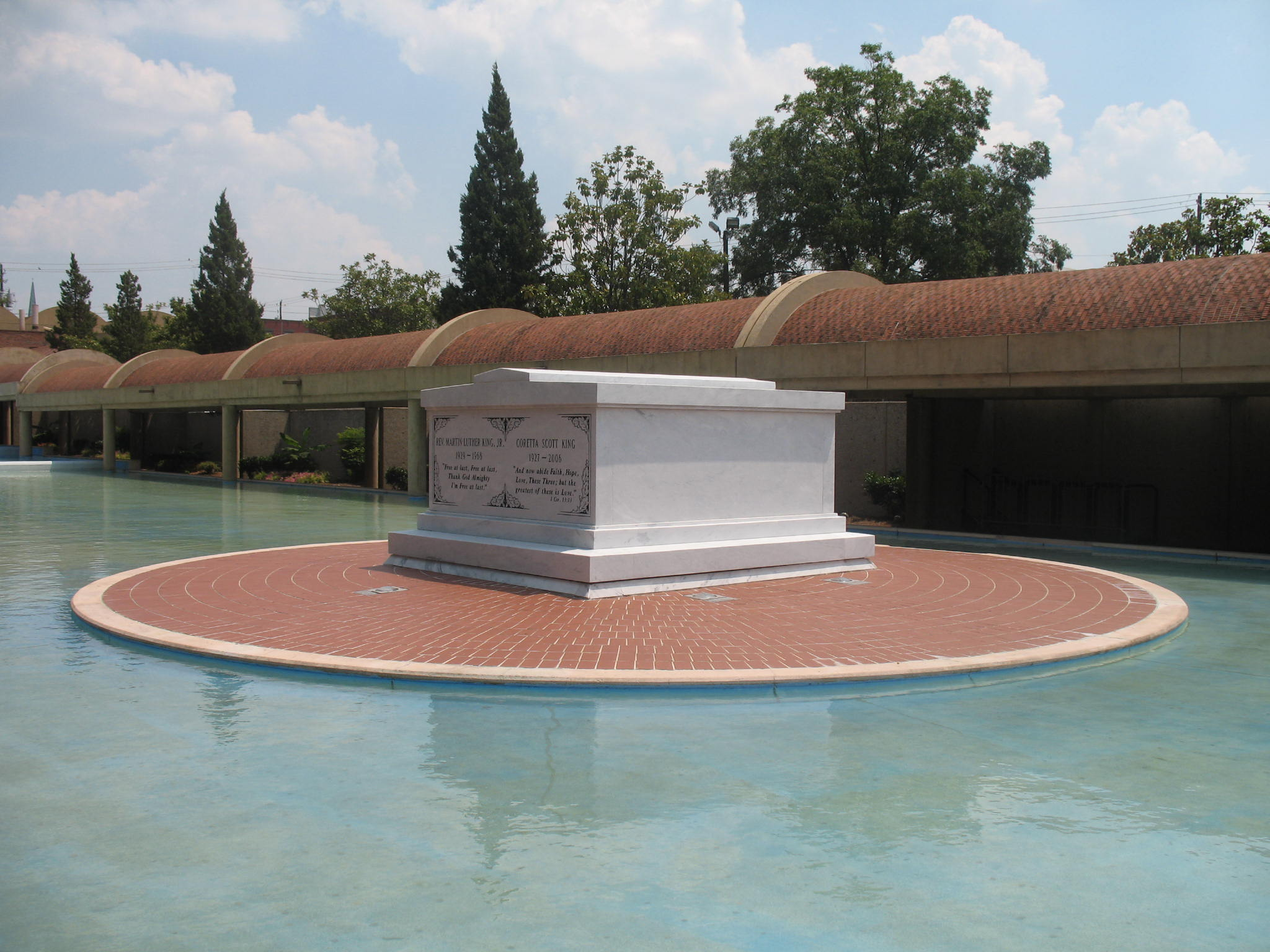
Martin Luther King és Coretta Scott King sírja

- Brittany Murphy Odis Oliver Flores - O.T. Genasis
- Playboi Carti
- Lil Baby
- Gunna
- Lee Haney
- Evander Hollyfield

## Érdekességek

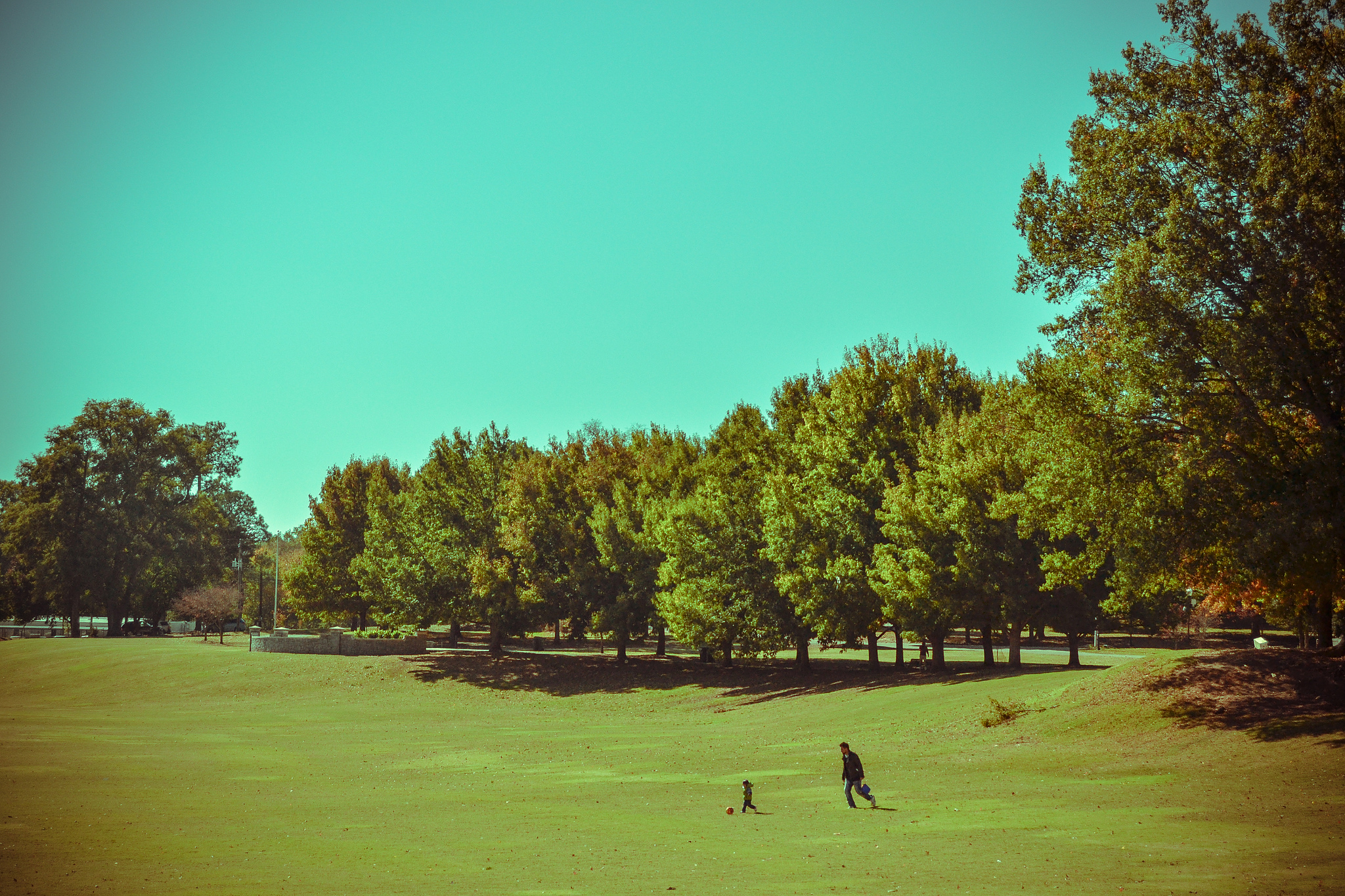
Rét a Piedmont Parkban

- A város közelében található a Stone Mountain, amely a világ legnagyobb fedetlen gránitsziklája.
- A város legnagyobb zöld területei a Piedmont Park, a Grant Park és az Oakland Cemetery.
- 1996-ban itt rendezték meg a 26. nyári olimpiai játékokat. A város központjában található a Centennial Olympic Park, mely 8,5 hektár területű. A parkban interaktív vízjátékok szórakoztatják az embereket, melyek az olimpiai öt karikát formálják meg.

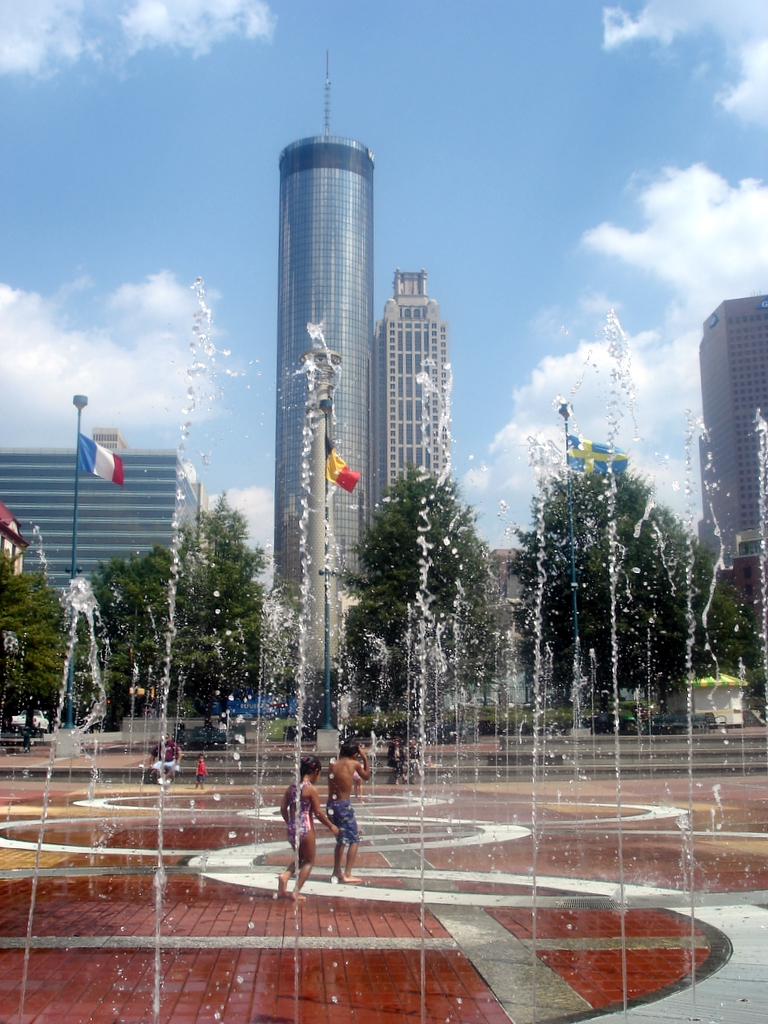
Vízjáték a Centennial Parkban

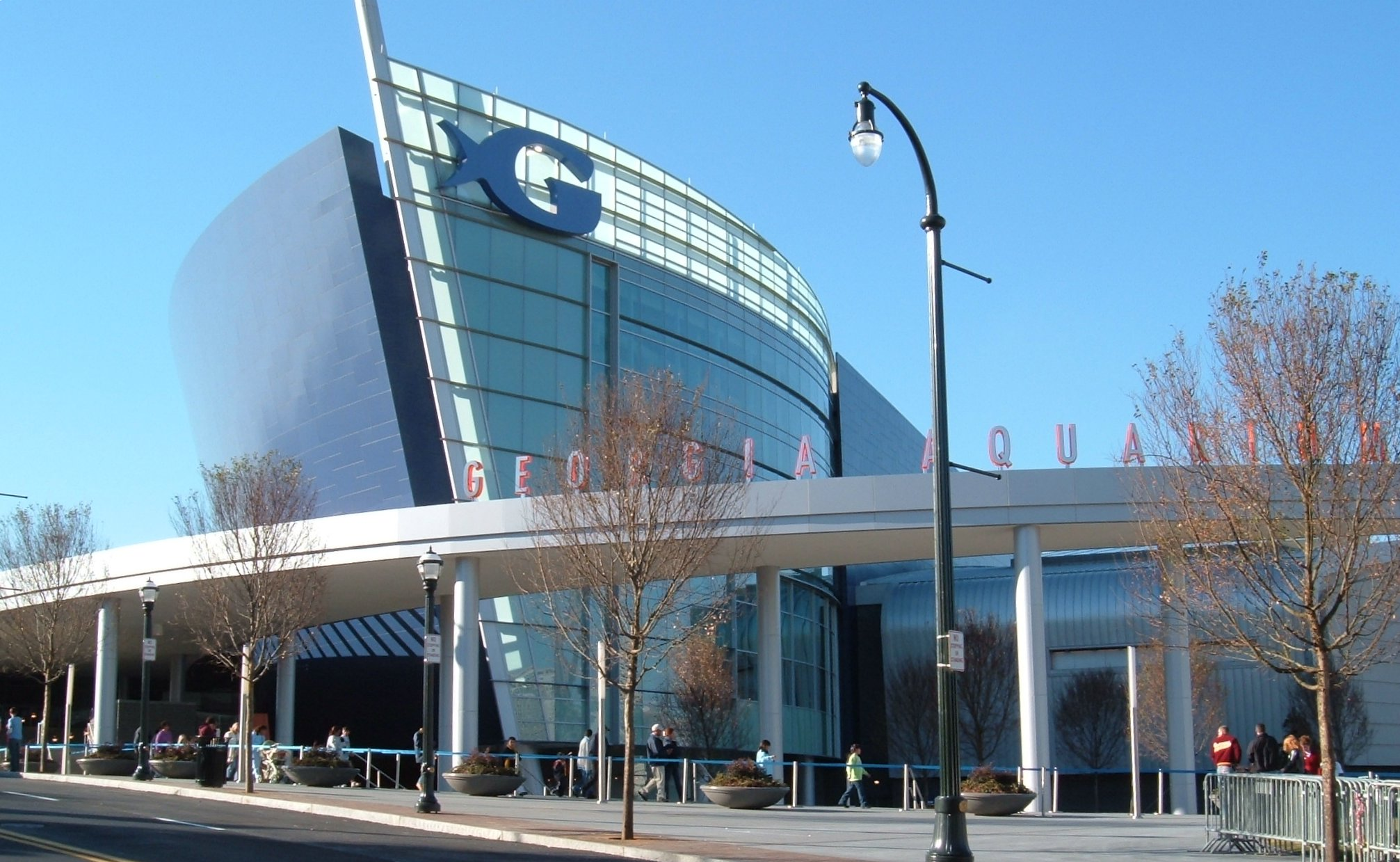
Georgia Aquarium

- 2005. november 23-án nyitott meg a városban a Georgia Aquarium. Ez a világ legnagyobb aquaváriuma, melyben négy, kb. 5 méter hosszú cetcápa is található. A medence 30 ezer köbméter sós vizet tartalmaz.
- A Westin Peachtree Plaza Hotel (Downtown városrészben) a második legmagasabb hoteltorony a nyugati félgömbön. A közelében álló Peachtree Centerrel építették egyidőben John Portman építészmérnök vezetésével.
- Az Atlanta Country Music Hall of Fame minden évben megrendezik a jelentős környékbeli country zene tiszteletére.
- Az atlantai állatkert híres az itt tartott pandákról, illetve gorilláiról.

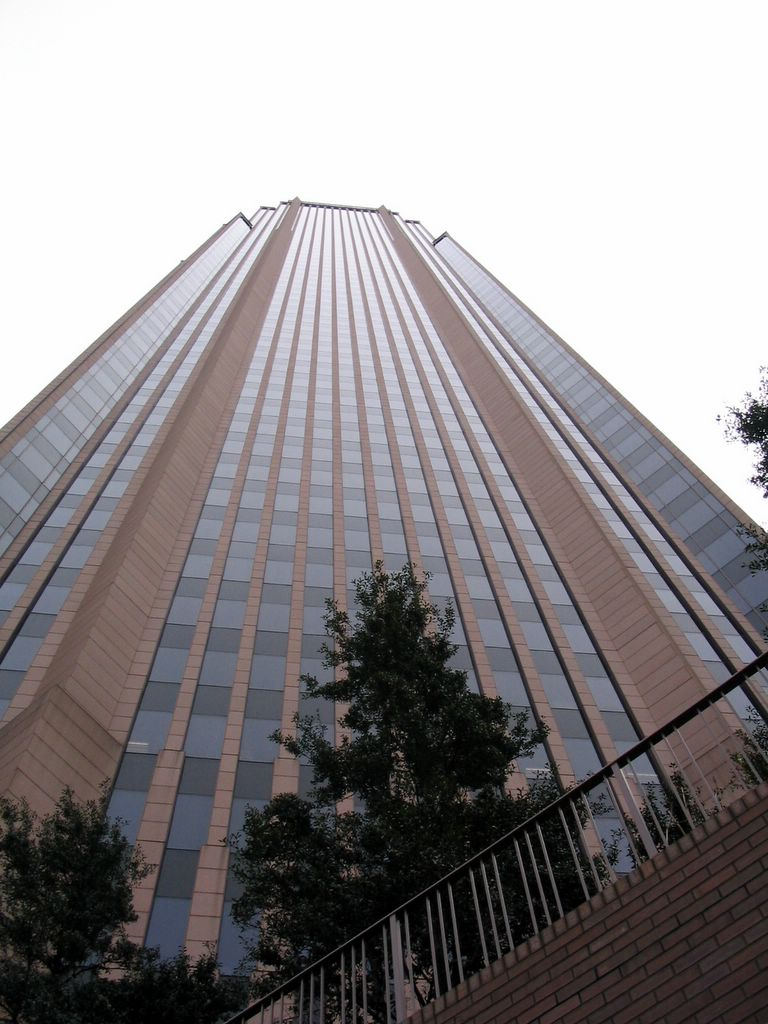
Bank of America Plaza

- A település legmagasabb épülete a Bank of America Plaza, amivel az USA 9. legmagasabb épülete, előtte csak New York és Chicago felhőkarcolói állnak.
- További látványosság a World of Coca Cola, a High Museum of Art, valamint a Philips Arena, az Atlanta Hawks hazai pályája.

## Testvérvárosai
- Ausztria, Salzburg (1967)
- Belgium, Brüsszel (1967)
- Jamaica, Montego Bay (1972)
- Brazília, Rio de Janeiro (1972)
- Nigéria, Lagos (1974)
- Kínai Köztársaság (Tajvan), Tajpej (1974)
- Franciaország , Toulouse (1974)

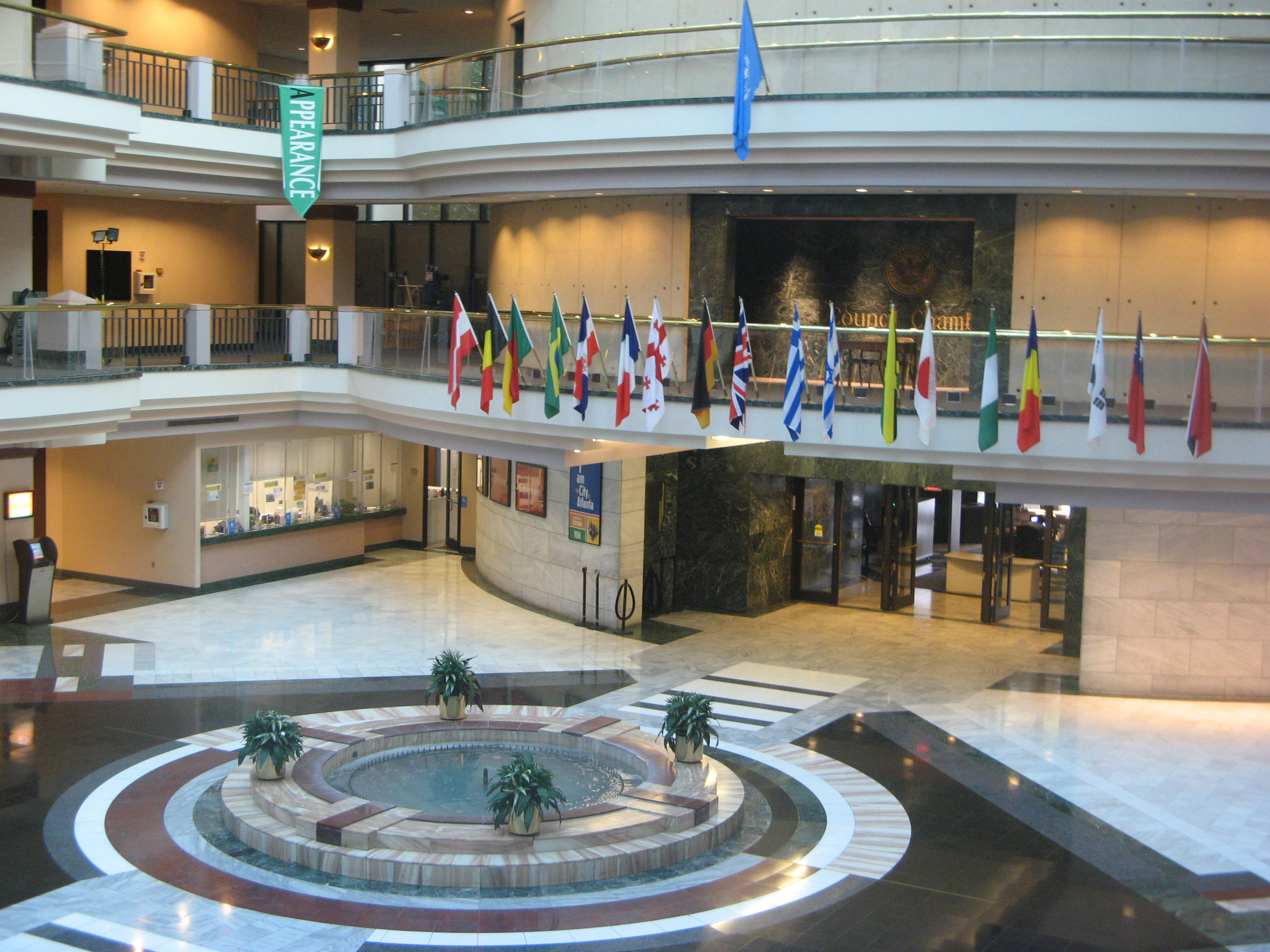
Az Atlanta City Hall átriuma a testvértelepülések országzászlóival

- Egyesült Királyság, Newcastle upon Tyne (1977)
- Dél-Korea, Tegu (1981)
- Trinidad és Tobago, Port of Spain (1987)
- Grúzia, Tbiliszi (1988)
- Eritrea, Aszmara (1993)
- Románia, Bukarest (1994)
- Görögország, Olümpia (1994)
- Benin, Cotonou (1995)
- Dominikai Köztársaság, Salcedo (1996)
- Németország, Nürnberg (1998)
- Izrael, Ra'anana (2000)
- Izrael, Yokneam (2000)
- Japán, Fukuoka (2005)

## Fordítás
- Ez a szócikk részben vagy egészben  az   Atlanta című német Wikipédia-szócikk fordításán alapul.  Az eredeti cikk szerkesztőit annak laptörténete sorolja fel. Ez a jelzés csupán a megfogalmazás eredetét és a szerzői jogokat jelzi, nem szolgál a cikkben szereplő információk forrásmegjelöléseként.